# Carlos César Correia Lebre
Carlos César Correia Lebre (1954–1979), Kampfname César Mau Laka, war ein osttimoresischer Freiheitskämpfer.
César Mau Laka gehörte zu den osttimoresischen Studenten aus dem Casa dos Timores in Lissabon. Er war Teil der FRETILIN-Delegation, die im November 1975 in afrikanischen Ländern Unterstützung für die Unabhängigkeit Osttimors suchte. In Angola nahm die Delegation an der Unabhängigkeitszeremonie teil. Die Grenzen der portugiesischen Kolonie wurden bereits von Indonesien infiltriert. Nach der Rückkehr der Delegation aus Mosambik, entschied sich das Zentralkomitee der FRETILIN (CCF), dem auch César Mau Laka angehörte, am 28. November die Unabhängigkeit Portugiesisch-Timors einseitig auszurufen.
Am 7. Dezember landeten indonesische Truppen in der Hauptstadt Dili. Osttimor wurde von Indonesien annektiert. César Mau Laka ging in den bewaffneten Widerstand. Am 27. Januar 1976 ordnete er wahrscheinlich die Hinrichtung politischer Gefangener in Same an. Im Mai 1976 war er Politkommissar der FRETILIN im Sektor Fronteira Sul (Südgrenze), was in etwa der heutigen Gemeinde Cova Lima und dem Süden der Gemeinde Bobonaro entspricht. Somit hatte er sowohl die politische, als auch die militärische Führung in der Region im Südwesten des Landes inne. Im Unabhängigkeitskampf kam er schließlich ums Leben.
2006 wurde César Mau Laka, im seit 2002 wieder unabhängigen Osttimor, als „Mitbegründer der nationalen Freiheitsbewegung“ mit dem Ordem de Dom Boaventura ausgezeichnet. Seit 2012 ruhen seine sterblichen Überreste im Heldenfriedhof in Metinaro.